# Zum goldenen Anker (film 1932)
Zum goldenen Anker è un film del 1932 diretto da Alexander Korda.

## Produzione
Il film fu prodotto da Les Films Marcel Pagnol

## Distribuzione
Distribuito dalla Paramount-Film, uscì nelle sale cinematografiche tedesche il 28 gennaio 1932.